# بنیامین ندجم
بنیامین ندجم (انگلیسی: Benjamin Nadjem؛ زادهٔ ۲ آوریل ۱۹۹۵) بازیکن فوتبال اهل افغانستان است.
از باشگاه‌هایی که در آن بازی کرده‌است می‌توان به باشگاه فوتبال سن پائولی اشاره کرد.
وی همچنین در تیم ملی فوتبال افغانستان بازی کرده‌است.